# Жердицький Віктор Юстимович
Віктор Юстимович Жердицький (* 7 грудня 1957, Луцьк, Українська РСР) — український політик, банкір.
Українець, закінчив Київський інститут народного господарства, фінансово-економічний факультет (1979).
Народний депутат України 3-го скликання з березня 1998 до квітня 2002, виборчій округ № 74, Закарпатська область. На час виборів: голова ради акціонерів АТ «Градобанк», безпартійний. Член фракції НДП (травень 1998 — червень 1999). Член Комітету з питань економічної політики, управління народного господарства, власності та інвестицій (з липня 1998).

## Біографія
- 1979–1981 — служба в армії.
- 1981–1985 — ревізор, старший ревізор, головний ревізор, заступник начальника відділу Управління державних доходів Міністерства фінансів УРСР.
- 1985–1988 — начальник централізованої бухгалтерії Управління громадського харчування Київського міськвиконкому.
- 1988–1989 — заступник головного бухгалтера, в.о. головного бухгалтера, начальник відділу ВО «Укрживмаш»; начальник відділу об'єднання кооперативів «Ареал», місто Київ.
- З серпня 1989 — директор «Київкоопбанк»; голова правління, президент, голова ради акціонерів АТ «Градобанк».

В 1997 році вступив в протистояння намірам президента Л. Д. Кучми передати цементні заводи України, які на той час були приватизовані українськими компаніями і знаходились під заставою у Градобанку, у власність іноземним транснаціональним компаніям. Після чого діяльність Градобанку було піддано нищівному тиску з боку виконавчої влади. З жовтня 2000 до лютого 2005 року перебував в Німеччині. 2 листопада 2000 Верховна Рада України дала дозвіл на притягнення його до кримінальної відповідальності. У 2006 році Німеччина виплатила компенсацію за неправомірні дії у розмірі 108 тис. євро.

## Справа «Градобанку»
До 1996 року «Градобанк» входив у десятку найбільших банків України (кредитні вкладення «Градобанку» на той момент становили понад $ 250 млн). Найбільша частка інвестицій банку припадає на дочірнє підприємство «Градобанку» — ТОВ «Хорда», яку очолював Ігор Діденко. Основна увага Жердицького і Діденка була направлена на цементні заводи. ТОВ «Хорда» володіла п'ятьма цементними заводами. У 1993—1995 роках «Хорда» виділяє понад $ 20 млн на оптимізацію основних виробничих потужностей Кам'янець-Подільського цементного заводу. У 1996 році «Градобанк» отримує контроль над Миколаївським цементним заводом у Львівській області — друге за розміром підприємство цементної галузі в Україні.
У 1997 Миколаївським цементним заводом зацікавилася французька фірма «Lafarge» (один з найбільших виробників цементу на європейському ринку), яка скуповувала підприємства по всій Східній Європі. З посиленим інтересом «Лафаржа» до українського заводу й пов'язують подальший арешт Віктора Жердицького (12 березня 1997 року, в Україні) — хоча офіційно пізніше Жердицькому інкримінували «махінації з грошима, виділеними урядом Німеччини як компенсація українським остарбайтерам (за примусові роботи в Німеччині в 1941—1945 роках)».
Преса повідомляла, що нібито в офіс «Градобанку» приходили представники «Лафаржа» і пропонували допомогу у звільненні Жердицького за умови, що «Градобанк» і «Хорда» не перешкоджають тому, щоб «Лафарж» придбав контрольний пакет акцій «Миколаївцементу». Ігор Діденко, який (після арешту Жердицького) взяв на себе всі функції по захисту підприємства, відмовився. І програв. Повідомлялося, що на боці «французьких інвестицій від Ляфаржа» виступали прем'єр-міністр Валерій Пустовойтенко і віце-прем'єр Сергій Тігіпко. Зокрема, Сергію Тігіпку в листопаді 1997 року була вручена вища нагорода Франції — Орден Почесного Легіону (за економічне співробітництво з Францією).
Діденко розповідав цю історію в таких словах:
«Коли Жердицький займався цементною галуззю, його основним конкурентом був „Лафарж“. Вони („Лафарж“) мали прямий вихід на Кучму; Ширак зустрічався з ним (з Кучмою) досить регулярно». «Мої об'єкти, які забрали повністю — це цементна галузь. Комбінація „усмішка Ширака в обмін на прихильність Кучми“ призвела до того, що у групи „Хорда“ були вилучені акції п'яти цементних заводів. На сьогодні це потужні бізнес-структури, їх забрали незаконно. Оскільки це робилося із залученням Фонду держмайна, то при наявності політичної волі до цих питань треба повертатися. Хоча де-факто їх забирали в „Градобанку“, який, своєю чергою, захопив їх у „Хорди“ за неповернені кредити. Зараз я не знаю, чи існує взагалі „Градобанк“. Однією з причин, чому французькому „Лафаржу“ вдалося заволодіти нашим цементним комплексом, є те, що з нами не розрахувалися споживачі цементу. Найбільшим боржником був „Київміськбуд“, вічно очолюваний Володимиром Поляченком. Їх куратором, який повністю визнавав борги — в 5 мільйонів доларів зразка 1993 року! — був заступник мера Омельченко. Але після його призначення першим керівником міста (мером Києва), Омельченко просто зник з процесу спілкування. Дуже шкода, що люди такого рівня мають здатність банально „кидати“ бізнесменів. І я дуже співчуваю довірливим вкладникам, які можуть потрапити в пастку фінансово-будівельної піраміди в Києві».
Через півроку (восени 1997) Жердицького випустили з СІЗО без суду. Справу закрили. Через кілька місяців, в березні 1998, Жердицький був обраний «народним депутатом парламенту України» і отримав депутатську недоторканність — проте обраний він був у Закарпатській області, яка вважалася вотчиною Медведчука (керівника адміністрації президента Кучми), і таким чином, почав конкурувати з Медведчуком.
Є автором та співвласником зібрання (колекції) образотворчого мистецтва Градобанку.

## Справа гастарбайтерів
У 2004 році до п'яти років і десяти місяців ув'язнення засуджено колишнього президента «Градобанку», екс-депутата українського парламенту Віктора Жердицького за привласнення великих сум грошей, що призначалися для відшкодування колишнім остарбайтерам.
Як повідомляє агентство «Франс прес», колишній голова комерційного банку був визнаний винним німецьким судом у тому, що він зняв готівкою 2,5 мільйона доларів США з рахунку німецького фонду, що був створений для виплати компенсації українським остарбайтерам.
Суд німецького міста Гілдесхайм засудив на чотири роки і три місяці його співучасника Ігоря Діденка — колишнього керівника компанії «Нафтогаз України».
Як повідомлялося, Жердицький був головою українського «Градобанку» 1995 року, коли німецький уряд через цей банк здійснив виплати 400 мільйонів марок (204 мільйон євро, 252 мільйонів доларів) як компенсації примусовим робітникам.
Жердицький був затриманий в Україні в 1996 році разом з Діденком за підозрою у привласненні частини грошей, але, будучи обраним народним депутатом, отримав парламентський імунітет проти судових переслідувань. Німецька поліція затримала Жердицького у місті Ганновері, коли він знімав з рахунку у «Дойче банку» 50 тисяч доларів.
Після відбуття покарання Жердицький повернувся в Україну.

## Родина
Дружина — економіст; дочка Ганна (1981); син Роман (1985).